# Sergey Belyayev
Sergey Belyayev (n. 8 mai 1960, Toshkent, Republica Sovietică Socialistă Uzbecă, URSS – d. 6 septembrie 2020, Almaty, Kazahstan) a fost un trăgător de tir ce a reprezentat Uniunea Republicilor Sovietice Socialiste, medaliat olimpic. A participat la o ediție a Jocurilor Olimpice (1996) în care a câștigat două medalii de argint.